# Mosevrå Sogn

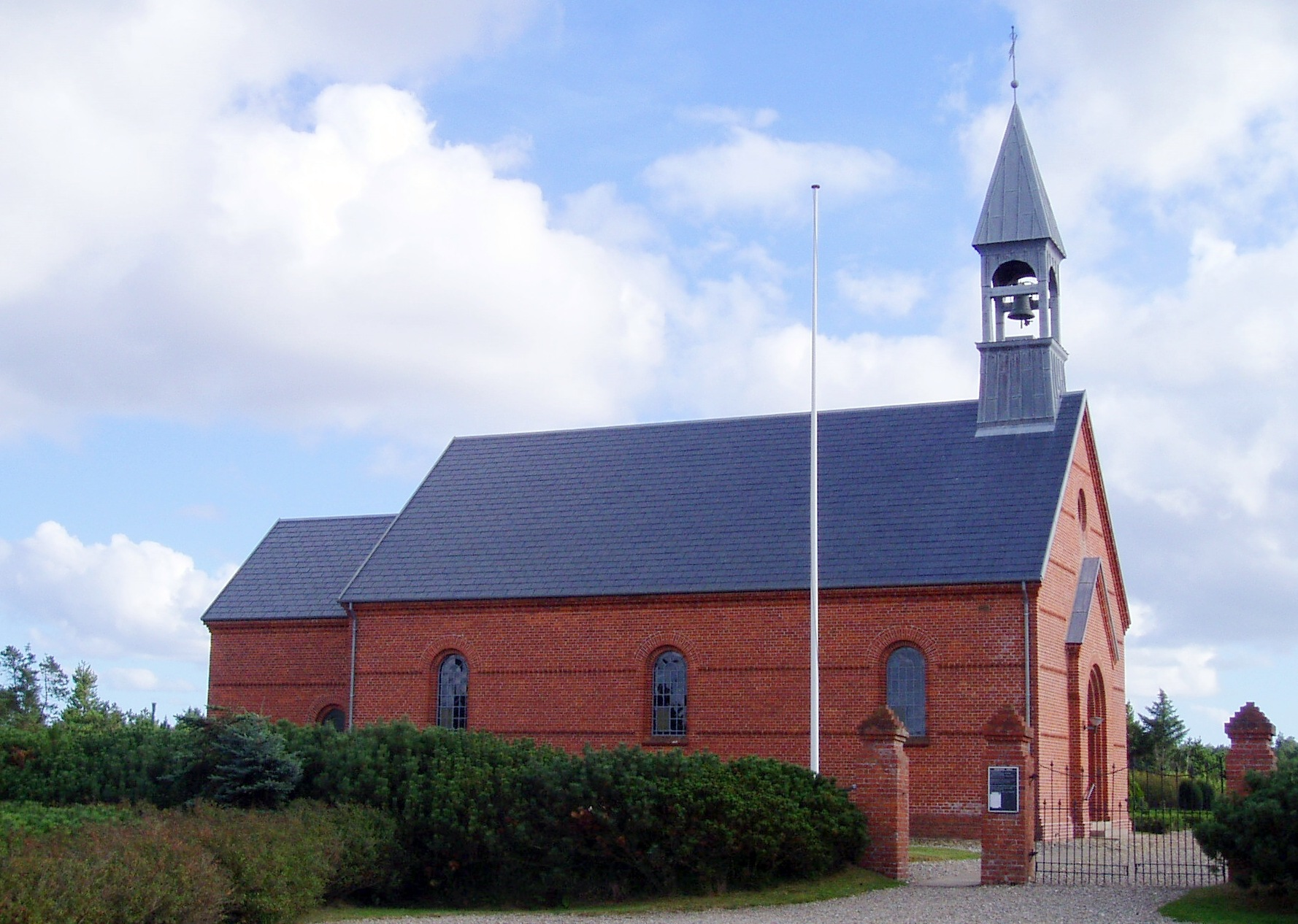
Mosevrå Kirke

Mosevrå Sogn (bis 1. Oktober 2010: Mosevrå Kirkedistrikt  (dt.: Kirchenbezirk) im Oksby Sogn) ist eine ehemalige Kirchspielsgemeinde (dän.: Sogn) im südlichen Dänemark. Bis zum 1. Oktober 2010 war sie lediglich ein Kirchenbezirk im Oksby Sogn. Als zu diesem Termin sämtliche Kirchenbezirke Dänemarks aufgelöst wurden, wurde sie ein selbständiges Sogn.
Am 27. November 2016 wurden Mosevrå Sogn, Oksby Sogn und die südliche Nachbargemeinde Ho Sogn und  ins Blåvandshuk Sogn zusammengelegt.

## Geschichte
Bis 1970 gehörte Oksby Sogn zur Harde Vester Horne Herred im damaligen Ribe Amt, danach zur Blåvandshuk Kommune im erweiterten Ribe Amt, die im Zuge der  Kommunalreform zum 1. Januar 2007 in der Varde Kommune in der Region Syddanmark aufgegangen ist.